# G protein spregnuti receptor kinaza
G protein spregnuti receptor kinaze (GRK, GPCRK) su familija proteinskih kinaza koje regulišu aktivnost G protein-spregnutih receptora putem fosforilacije njihovih intracelularnih domena, nakon što se njihovi vezani G proteini odvojeni i aktivirani.
Fosforilisani ostaci serina i treonina dejstvuju kao mesta vezivanja proteina arestina, koji sprečavaju ponovno vezivanje G proteina sa njihovim receptorima. Na taj način oni sprečavaju reaktivaciju signalnog puta.

## GRK tipovi
| Ime                                   | Napomene                                                        | Gen |        |
| G protein spregnuti receptor kinaza 1 | Rodopsinska kinaza                                              |     | 180381 |
| G protein spregnuti receptor kinaza 2 | β-Adrenergički receptor kinaza1 (BARK1)                              | ()  | 109635 |
| G protein spregnuti receptor kinaza 3 | β-Adrenergički receptor kinaza 2 (BARK2)                             | ()  | 109636 |
| G protein spregnuti receptor kinaza 4 | Smatra se da učestvuje u regulacionim funkcijama tubula bugrega |     | 137026 |
| G protein spregnuti receptor kinaza 5 | Nokaut miševi imaju izmenjenu normalnu temperaturu tela         |     | 600870 |
| G protein spregnuti receptor kinaza 6 | Nokaut miševi su izuzetno senzitivni na dopaminergike           |     | 600869 |
| G protein spregnuti receptor kinaza 7 | Opsinska kinaza                                                 |     | 606987 |

## Literatura
- Sobierajska K, Fabczak H, Fabczak S (2005). „Mechanisms of Regulation and Function of G Protein-Coupled Receptor Kinases]”. Postepy Biochemii (на језику: Polish). 51 (4): 421—9. PMID 16676577.
- Ma L, Gao J, Chen X (2005). „G Protein-Coupled Receptor Kinases”.  Ур.: Devi LA. The G Protein-Coupled Receptors Handbook (Contemporary Clinical Neuroscience). Totowa, NJ: Humana Press.
- Kurose H (2000). „G Protein-Coupled Kinases and Desensitization of Receptors”.  Ур.: Bernstein G, Tatsuya H. G protein-coupled receptors. Boca Raton: CRC Press.
- Nicholas C. Price; Lewis Stevens (1999). Fundamentals of Enzymology: The Cell and Molecular Biology of Catalytic Proteins (Third изд.). USA: Oxford University Press. ISBN 019850229X.
- Eric J. Toone (2006). Advances in Enzymology and Related Areas of Molecular Biology, Protein Evolution (Volume 75 изд.). Wiley-Interscience. ISBN 0471205036.
- Branden C; Tooze J. Introduction to Protein Structure. New York, NY: Garland Publishing. ISBN 0-8153-2305-0.
- Irwin H. Segel. Enzyme Kinetics: Behavior and Analysis of Rapid Equilibrium and Steady-State Enzyme Systems (Book 44 изд.). Wiley Classics Library. ISBN 0471303097.